# 미국 달러의 국제적 사용

미국 달러의 세계적 사용:
미국
미국 달러의 외부 채택국
미국 달러에 고정된 통화
협소한 범위에서 미국 달러에 고정된 통화
유로의 세계적 사용:
유로존
유로의 외부 채택국
유로에 고정된 통화
협소한 범위에서 유로에 고정된 통화
참고로 벨라루스 루블은 통화 바스켓에서 런민비, 러시아 루블, 미국 달러에 고정되어 있다.

미국 달러는 1944년 브레턴우즈 협정에 의해 세계에서 가장 중요한 준비 통화로 확립되었다. 이는 두 차례의 세계 대전과 영국의 막대한 금 보유고 지출로 인한 황폐화 이후 스털링으로부터 이 지위를 차지했다. 1971년 금과의 모든 연계가 끊어졌음에도 불구하고, 달러는 여전히 세계에서 가장 중요한 준비 통화이다. 또한, 브레턴우즈 협정은 미국 달러를 사용하여 국제 무역을 수행하고 국제 자본 시장에 접근하기 위한 규칙, 제도 및 절차를 설정함으로써 전후 글로벌 통화 시스템을 구축했다.
미국 달러는 전 세계 중앙은행, 외국 기업 및 개인에 의해 유로달러 해외 예금 계정(유로와 혼동하지 말 것) 형태뿐만 아니라 미국 100달러 지폐 형태(추정치의 75%는 해외에 보관되어 있음)로 널리 보유되어 있다. 미국 달러는 전 세계 상품 시장에서 상품이 인용되고 거래되며 결제가 이루어지는 데 주로 사용되는 표준 통화 단위이다.
미국 달러는 여러 국가에서 공식 통화이며 다른 많은 국가에서는 연방준비은행권(및 소수의 경우 미국 동전)이 유통되는 사실상의 통화이다.
미국의 통화 정책은 국가의 중앙은행 역할을 하는 연방준비제도에 의해 수행된다.

## 통화 패권
유럽, 아시아 및 아메리카 대륙 간의 세계 무역에 사용된 주요 통화는 역사적으로 스페인령 아메리카의 풍부한 은 공급 덕분에 16세기부터 19세기까지 글로벌 은본위제를 구축한 스페인령 아메리카의 은화 달러였다.
미국 달러 자체는 이 주화에서 유래했다. 스페인 달러는 19세기 마지막 분기에 국제 금본위제의 도래와 함께 스털링에 의해 나중에 대체되었다.
미국 달러는 제1차 세계 대전에서 비교적 피해를 입지 않고 미국이 전시 금 유입의 상당한 수혜자가 되면서 1920년대부터 스털링을 국제 준비 통화로 대체하기 시작했다. 미국이 제2차 세계 대전 동안 더욱 강력한 글로벌 초강대국으로 부상한 후, 1944년 브레턴우즈 협정은 전후 국제 통화 시스템을 확립했으며, 미국 달러는 국제 무역을 위한 세계 주요 준비 통화로 부상했고, 전후 유일하게 트로이 온스당 35달러로 금에 연동된 통화였다.
1971년 금과의 모든 연계가 끊어졌음에도 불구하고 달러는 오늘날까지 이 역할을 계속하고 있다.

## 국제 준비 통화

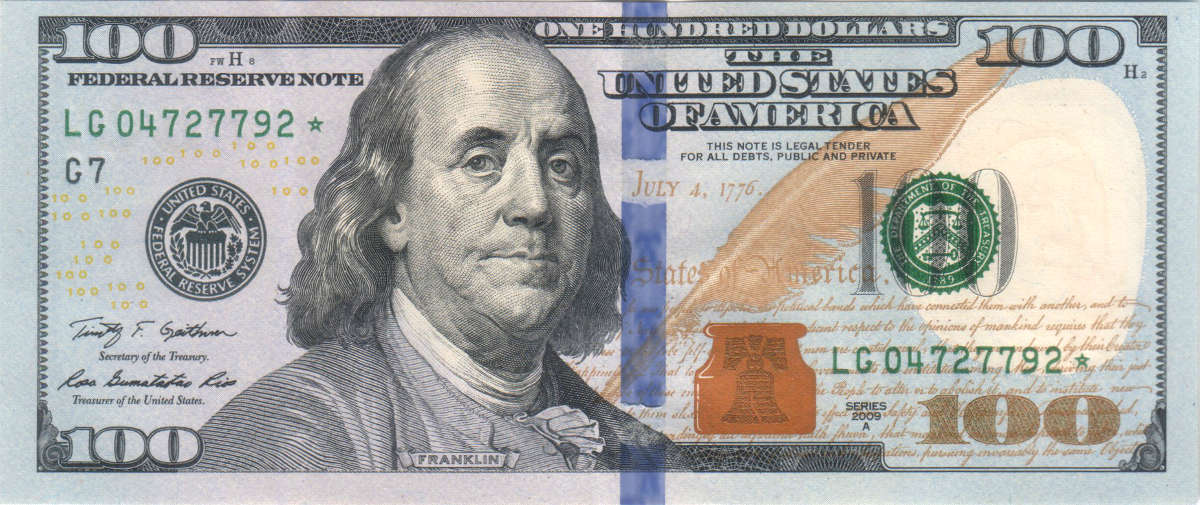
미국 100달러 지폐, 실물 형태의 세계에서 가장 잘 알려진 준비 통화

미국 달러는 세계의 다른 주요 통화인 유로, 스털링, 일본 엔, 중국 런민비와 함께 국제 통화 기금의 특별인출권 통화 바스켓에 포함되어 있다. 전 세계 중앙은행은 막대한 미국 달러를 보유하고 있으며, 미국 재무부 채권의 주요 구매자이다.
외국 기업, 법인 및 개인은 연방준비제도의 관할권 밖에 있는 유로달러라고 불리는 외국 예금 계정에 미국 달러를 보유하고 있다(유로와 혼동하지 말 것). 개인 또한 은행 시스템 외부에서 주로 미국 100달러 지폐 형태로 달러를 보유하고 있으며, 이 중 75%는 해외에 보관되어 있다.
미국 재무부는 SWIFT 금융 이체 네트워크에 대한 상당한 감독권을 행사하며,
그 결과 외국 법인 및 개인에게 제재를 가할 수 있는 능력을 갖춘 글로벌 금융 거래 시스템에 막대한 영향력을 행사한다. 일부 국가들은 제재를 피하기 위해 달러 대안을 고려했다.
경제학자 폴 새뮤얼슨과 다른 사람들(사망 당시 밀턴 프리드먼 포함)은 달러에 대한 해외 수요가 미국이 통화 가치 하락이나 무역 흐름 재조정 없이 지속적인 무역 적자를 유지할 수 있게 한다고 주장했다. 그러나 새뮤얼슨은 2005년에 불확실한 미래 시점에 이러한 압력이 미국 달러에 대한 대규모 매도를 촉발하여 심각한 글로벌 금융 결과를 초래할 것이라고 언급했다.
2007년 8월, 중화인민공화국 정부와 관련된 두 학자는 중국 위안의 재평가를 목표로 한 무역 제재에 대한 미국의 입법 논의에 대응하여 상당한 규모의 미국 달러 보유고를 매각하겠다고 위협했다. 중국 정부는 달러 표시 자산 매각이 가까운 미래에 공식적인 정책이 될 것이라는 점을 부인했다. 인도와 러시아 또한 미국 달러에서 벗어나 보유고를 다각화하기 위한 움직임을 발표했다.
2006년 말 기준 유로의 글로벌 공식 외환 보유고 비중이 25%에 육박하자(미국 달러는 65%, 준비 통화#글로벌 통화 준비금 표 참조), 전 연방준비제도 의장 앨런 그린스펀은 2007년 9월에 "유로가 달러를 대체하여 준비 통화가 되거나, 동등하게 중요한 준비 통화로 거래되는 것은 전적으로 가능하다"고 말했다.
그러나 2021년 현재, 2009년부터 2014년까지 PIIGS 국가에 영향을 미친 유럽 국가 부채 위기로 인해 이 중 어느 것도 실현되지 않았다. 대신 유로의 안정성과 미래 존재에 대한 의문이 제기되어 2015년 말 기준 글로벌 보유고에서 유로의 비중은 19%로 감소했다(미국 달러는 66%). 2020년 말 기준 이 수치는 유로가 21%, 미국 달러가 59%이다.
1995년부터 2024년까지 공식 외환 준비 통화의 통화별 구성 비율.

Share of total (%)Year01020304050607080199520002005201020152020US dollarEuroGerman markFrench francSterlingJapanese yenRenminbiSwiss francAustralian dollarCanadian dollarOtherGlobal reserve currency shares

## 글로벌 시장에서
미국 달러는 전 세계 상품 시장에서 상품이 인용되고 거래되며 결제가 이루어지는 데 주로 사용되는 표준 통화 단위이다. 오일 머니, 페트로달러 재활용을 참조하라.
미국 정부는 자체적으로 미국 정부의 감독을 받는 연방준비제도가 발행한 미국 달러로 글로벌 자본 시장에서 수조 달러를 최소 이자율과 사실상 제로 디폴트 위험으로 차입할 수 있다. 대조적으로, 자체 통화로 자금을 조달할 수 없는 외국 정부 및 기업은 미국 달러로 표시된 부채를 발행해야 하며, 그에 따른 더 높은 이자율과 디폴트 위험을 감수해야 한다.
미국이 심각한 국제수지 위기에 직면하지 않고 자체 통화로 차입할 수 있는 능력은 종종 "과도한 특권"으로 묘사된다.

## 미국 달러 인덱스
미국 달러 인덱스(티커: USDX)는 2007년 9월 ICE Futures US로 명칭이 변경된 뉴욕상품거래소 (NYBOT)의 창작물이다. 이는 1973년 미국 달러의 가치를 당시 미국의 최대 교역국을 대표하는 통화 바스켓에 대해 추적하기 위해 설립되었다. 처음에는 17개국 17개 통화로 시작했지만, 유로화 출범으로 이 중 12개가 하나로 통합되어 오늘날 USDX는 단 6개 통화만을 추적한다.
| 통화          | 다른 통화의 상대적 가치 |
| ------------- | ----------------------- |
| 유로          | 57.6%                   |
| 일본 엔       | 13.6%                   |
| 스털링        | 11.9%                   |
| 캐나다 달러   | 9.1%                    |
| 스웨덴 크로나 | 4.2%                    |
| 스위스 프랑   | 3.6%                    |

이 지수는 ICE에 의해 "미국 달러에 대해 가중치가 부여된 6개 통화의 기하학적 평균 계산"으로 설명된다. USDX의 기준선 100.00은 1973년 3월 출시 당시 설정되었다. 이 사건은 스미소니언 협정 체제의 더 넓은 마진 배열과 국제 통화 기금 협정문의 두 번째 개정으로 이어진 일반적인 변동 기간 사이의 분수령을 나타낸다. 1973년 이후 USDX는 160대까지 올랐다가 70대까지 떨어지기도 했다.
USDX는 글로벌 경제의 새로운 무역 현실을 반영하도록 업데이트되지 않았으며, 무역의 대부분이 중국과 멕시코, 석유 수출국과 같은 새로운 파트너로 크게 이동하고 미국은 탈산업화되었다.

## 달러화 및 고정 환율
미국 외에도 여러 국가에서 미국 달러를 공식 통화로 사용하는데, 이를 공식 달러화라고 한다. 예를 들어, 파나마는 1904년부터 파나마 발보아와 함께 달러를 1:1 환율로 법정 통화로 사용해 왔다. 에콰도르(2000년), 엘살바도르(2001년), 동티모르(2000년)는 모두 독립적으로 통화를 채택했다. 미국이 관리하던 태평양 제도 신탁통치령의 이전 구성원이었던 팔라우, 미크로네시아 연방, 마셜 제도는 모두 1944년부터 미국 달러를 사용해 왔으며 독립 후 자체 통화를 발행하지 않기로 결정했다. 두 영국 속령도 미국 달러를 사용한다. 영국령 버진아일랜드(1959년)와 터크스 케이커스 제도(1973년)이다. 현재 카리브 네덜란드로 알려진 보네르섬, 신트외스타티위스섬, 사바섬은 네덜란드령 안틸레스 해체의 결과로 2011년 1월 1일 달러를 채택했다.
미국 달러는 짐바브웨에서 유로, 스털링, 풀라, 랜드, 기타 여러 통화와 함께 공식 통화이다. 2014년 12월 18일에는 1, 5, 10, 25센트, 그리고 50센트와 1달러의 짐바브웨 채권 동전이 유통되기 시작했으며, 이는 미국 동전과 동일한 비율로 고정되어 있다.
미국 달러를 채택한 일부 국가들은 자체 주화를 발행한다. 에콰도르 센타보 동전, 파나마 발보아, 동티모르 센타보 동전을 참조하라.
일부 다른 국가들은 자국 통화를 고정 환율로 미국 달러에 연동한다. 버뮤다와 바하마의 현지 통화는 미국 달러와 1:1 비율로 자유롭게 교환할 수 있다. 아르헨티나는 1991년부터 2002년까지 아르헨티나 페소와 미국 달러 사이에 1:1 환율을 사용했다. 바베이도스와 벨리즈의 통화도 약 2:1 비율로 유사하게 전환 가능하다. 네덜란드령 안틸레스 휠던(및 그 후속인 카리브 휠던)과 아루바 플로린은 1:1.79의 고정 환율로 달러에 고정되어 있다. 동카리브 달러는 2.7:1의 고정 환율로 달러에 고정되어 있으며, 영국령 버진아일랜드를 제외한 OECS의 모든 국가 및 영토에서 사용된다. 레바논에서는 1달러가 15000 레바논 파운드와 같으며, 사실상의 법정 통화로 현지 통화와 상호 교환하여 사용된다. 홍콩 달러와 미국 달러의 환율도 1983년부터 HK$7.8/USD로 연동 환율되었고, 마카오의 마카오 파타카는 홍콩 달러에 MOP1.03/HKD로 고정되어 간접적으로 약 MOP 8/USD로 미국 달러에 연동되어 있다. 사우디아라비아를 포함한 페르시아만에 인접한 여러 석유 생산 아랍 국가들은 달러가 국제 석유 무역에 사용되는 통화이므로 자국 통화를 달러에 고정한다.
중화인민공화국의 런민비는 1990년대 중반 ¥8.28/USD로 달러에 비공식적이고 논란의 여지가 있게 고정되었다. 마찬가지로 말레이시아는 1997년 아시아 금융 위기 이후 1998년 9월에 링깃을 RM3.8/USD로 고정했다. 2005년 7월 21일, 두 국가 모두 고정을 해제하고 통화 바스켓에 대한 관리 변동 환율을 채택했다. 쿠웨이트도 2007년 5월 20일에 같은 조치를 취했다. 그러나 3년간의 완만한 평가절상 이후, 중국 위안화는 2008년 7월부터 사실상 ¥6.83/USD 가치로 달러에 재고정되었다. 공식 발표는 없었지만, 위안화는 그 이후 홍콩 달러와 유사하게 좁은 범위 내에서 그 가치를 유지해 왔다.
일부 국가에서는 크롤링 페그 모델을 사용하며, 이 모델에서는 통화가 달러 대비 고정된 비율로 평가절하된다. 예를 들어, 니카라과 코르도바는 연간 5%씩 평가절하된다.
반면 벨라루스는 2009년에 자국 통화인 벨라루스 루블을 외화 바스켓(미국 달러, 유로, 러시아 루블)에 고정했다. 2011년에는 정부가 벨라루스 루블을 고정 환율로 외화로 전환하겠다는 약속을 이행할 수 없게 되면서 외환위기가 발생했다. 벨라루스 루블 환율은 3분의 2로 떨어졌고, 모든 수입 물가가 상승했으며 생활 수준은 하락했다.
코스타리카와 온두라스와 같은 일부 국가에서는 미국 달러가 공식적으로 법정 통화로 간주되지는 않지만 일반적으로 통용된다. 멕시코 북부 국경 지역과 주요 관광 지역에서는 마치 제2의 법정 통화인 것처럼 통용된다. 국경 근처의 많은 캐나다 상인뿐만 아니라 대도시의 대형 상점과 페루의 주요 관광 명소에서도 미국 달러를 받지만, 보통 상인에게 유리한 환율로 받는다. 캄보디아에서는 미국 지폐가 자유롭게 유통되며, 대규모 구매 시 캄보디아 리엘보다 선호되고, 리엘은 1달러를 거슬러 줄 때 사용된다. 미국의 아프가니스탄 침공 이후 미국 달러는 법정 통화처럼 통용되었지만, 2021년 탈레반 정부는 외화 사용을 금지했다.

## 달러 대 유로
| 연도                              |        | 최고 ↑  | 최고 ↑ |         | 최저 ↓ | 최저 ↓ |
| 연도                              | 날짜   | 환율    | 날짜   | 환율    |        |        |
| --------------------------------- | ------ | ------- | ------ | ------- | ------ | ------ |
| 1999                              | 03 Dec | €0.9985 | 05 Jan | €0.8482 |        |        |
| 2000                              | 26 Oct | €1.2118 | 06 Jan | €0.9626 |        |        |
| 2001                              | 06 Jul | €1.1927 | 05 Jan | €1.0477 |        |        |
| 2002                              | 28 Jan | €1.1658 | 31 Dec | €0.9536 |        |        |
| 2003                              | 08 Jan | €0.9637 | 31 Dec | €0.7918 |        |        |
| 2004                              | 14 May | €0.8473 | 28 Dec | €0.7335 |        |        |
| 2005                              | 15 Nov | €0.8571 | 03 Jan | €0.7404 |        |        |
| 2006                              | 02 Jan | €0.8456 | 05 Dec | €0.7501 |        |        |
| 2007                              | 12 Jan | €0.7756 | 27 Nov | €0.6723 |        |        |
| 2008                              | 27 Oct | €0.8026 | 15 Jul | €0.6254 |        |        |
| 2009                              | 04 Mar | €0.7965 | 03 Dec | €0.6614 |        |        |
| 2010                              | 08 Jun | €0.8374 | 13 Jan | €0.6867 |        |        |
| 2011                              | 10 Jan | €0.7750 | 29 Apr | €0.6737 |        |        |
| 2012                              | 24 Jul | €0.8272 | 28 Feb | €0.7433 |        |        |
| 2013                              | 27 Mar | €0.7832 | 27 Dec | €0.7239 |        |        |
| 2014                              | 31 Dec | €0.8237 | 8 May  | €0.7167 |        |        |
| 2015                              | 13 Apr | €0.9477 | 2 Jan  | €0.8304 |        |        |
|                                   |        |         |        |         |        |        |
| 출처: 유로 대 미국 달러 환율, ECB |        |         |        |         |        |        |

유로-미국 달러 환율, 1999년부터

2002년 현금 통화로 유로 (€; ISO 4217 코드 EUR)가 도입된 직후, 달러는 다른 주요 통화에 대해서도 가치가 꾸준히 하락하기 시작했다. 2003년부터 2005년까지 이러한 하락세는 경상수지 적자 확대의 반영으로 이어졌다. 2006년과 2007년에 경상수지 적자가 안정화되기 시작했지만, 하락세는 지속되었다. 2008년 서브프라임 모기지 사태의 여파로 연방준비제도는 2007년 9월에, 그리고 2008년 3월에 다시 금리를 인하하여 유로는 2008년 7월 최고치인 1.6038달러에 도달했다. 
무역 적자 외에도 미국 달러의 하락은 유가 급등을 포함한 다양한 다른 요인과 관련이 있었다.
그러나 2008년 말 세계 금융 위기 (2007년~2008년)로 인해 급격한 전환이 시작되었다. 투자자들이 금융 혼란 속에서 미국 재무부 채권과 일본 국채와 같은 안전 자산으로 몰리면서, 일본 엔과 미국 달러는 유로를 포함한 다른 통화에 대해 급격히 상승했다. 유럽 국가 부채 위기로 인해 유로는 2010년 6월 7일 1.1877달러로 4년 만에 최저치를 기록했는데, 이는 일부 유로존 회원국이 정부 부채를 디폴트할 위험이 있다고 투자자들이 판단했기 때문이다. 2008-2010년 유로의 하락은 2000-2008년 상승분의 절반을 지워버렸다.

## 중국이 발행한 미국 달러 채권
중국 기관이 발행한 미국 달러 표시 채권은 2017년에 2,140억 달러로 두 배 증가했는데, 이는 국내 규제 강화와 시장 상황으로 인해 중국 기업들이 자금 조달을 위해 해외로 눈을 돌렸기 때문이다. 이는 지난 몇 년간 아시아에서 발행된 다른 주요 외화 채권들을 훨씬 능가하는 수치이다.
재정 위험과 자산 거품을 억제하기 위한 중국의 신중한 통화 정책이 지속될 것으로 예상되며, 위안화 강세에 대한 기대감은 중국 기업들이 미국 달러 채권을 계속 발행하게 할 것이다.
미국 달러 표시 채권의 주요 발행사는 텐센트 홀딩스 유한회사, 중국공상은행 유한회사, 시노펙 그룹 등이다. 2017년 중국 재정부는 홍콩에서 20억 달러 상당의 미국 달러 국채를 매각할 계획을 밝혔는데, 이는 2004년 10월 이후 첫 달러 채권 발행이다. 중국의 기술 및 통신 부문은 해외 미국 달러 채권 시장에서 상당한 비중을 차지하고 있다. 텐센트는 2018년 1월에 50억 달러 규모의 채권을 발행했는데, 이는 아시아 기술 기업들이 시장 가치가 부풀어 오르면서 계속해서 부채를 발행하는 추세에 따른 것이다.
중국 기관이 발행한 미국 달러 표시 채권은 "쿵푸 채권"으로도 불리는데, 이 이름은 블룸버그 L.P.가 아시아 전역의 400명 이상의 시장 참여자와의 협의를 통해 탄생했다.

## 같이 보기
- 준비 통화
- 달러화 및 탈달러화
- 위안화의 국제화
- 유로의 국제적 지위 및 사용
- 미국의 최대 교역국 목록

## 추가 자료
2차 자료
- Waller, Christopher J. (2024). 《The Dollar’s International Role》 (PDF). 《BIS Review》 1. 1–5쪽.
- Prasad, Eswar S. (2023년 8월 10일). “The changing role of the US dollar”. 《Brookings Institution》.
- Georgiadis, Georgios; Le Mezo, Helena; Mehl, Arnaud; Tille, Cédric (2021). “Fundamentals vs. policies: can the US dollar’s dominance in global trade be dented?” (PDF). 《No. 2574》 (ECB Working Paper).